# Hatsukoi Scandal
Hatsukoi Scandal (Nhật: 初恋スキャンダル Hepburn: Hatsukoi Sukyandaru) là một series manga bởi Akira Oze. Bộ manga này đạt giải manga shōnen hay nhất ở giải Manga Shogakukan lần thứ 31. Nó được chuyển thể thành một chương trình đặc biệt trên TV vào năm 1986.

## Diễn viên
- Sano Ryōko
- Kawai Kazumi
- Nagashima Naoto